# Serge Maschewski
Serge Maschewski  (russisch Сергей Иванович Машевский Sergei Iwanowitsch Maschewski, wiss. Transliteration Sergej Ivanovič Maševskij, ukrainisch Сергій Машевський Serhij Maschewskyj; * 1975, Pawlodar, Kasachische SSR, Sowjetunion) ist ein russlanddeutscher lutherischer Theologe. Er war von 2013 bis 2018 Bischof der Deutschen Evangelisch-Lutherischen Kirche der Ukraine (DELKU).

## Leben

### Ausbildung und Pfarrtätigkeit
Serge Maschewski wurde in einer russlanddeutschen Familie in Kasachstan geboren. Er studierte Evangelische Theologie und Philosophie in Kasachstan. Später besuchte er das Concordia Theological Seminary der Missouri-Synode in Fort Wayne in den USA.
Seit 2009 war er Pfarrer der Gemeinde der Deutschen Evangelisch-Lutherischen Kirche der Ukraine in Dnipropetrowsk.

### Bischofsamt und Auseinandersetzungen
2013 wurde er zum ersten Bischof der Kirche gewählt, der nicht aus Deutschland kam und der von den Mitgliedern selbst bestimmt wurde.
Seitdem rief er heftige Auseinandersetzungen hervor. Seine Kritiker werfen ihm einen despotischen Führungsstil und finanzielle Intransparenz vor. Maschewski wechselte das gesamte 15-köpfige Personal der DELKU-Kanzlei in Odessa aus. Die Entsendungsverträge der kritisch eingestellten Pfarrer Haska (Kiew) und Hamburg (Odessa) wurden trotz Zustimmung der EKD, welche die Pfarrstellen finanziert, nicht verlängert. Maschewskis wegen haben elf Gemeinden die DELKU verlassen. „Maschewski hat ein diktatorisches System installiert, das mit lutherischem Kirchenverständnis nichts zu tun hat“, so sein Amtsvorgänger Uland Spahlinger.
Außerdem wollte Maschewski als Bischof die Kirche den Positionen der Lutheran Church – Missouri Synod aus den USA annähern, die konservative Ansichten vertritt und dem Internationalen Lutherischen Rat (nicht dem Lutherischen Weltbund) angehört. Eine Ordination von Pfarrerinnen lehnte er ab. Maschewski wies die Vorwürfe zurück, er wolle die Kirche anderen theologischen Richtungen öffnen. Seinen Vorgängern warf er finanzielle Bereicherung vor.
Der Präsident der Synode der DELKU, Konstantin Burlow-Wasiljew, verlangte im Juni 2016 eine schriftliche Erklärung von Maschewski; er sei alkoholisiert zur Einweihung einer Kapelle in Kiew gekommen und habe deshalb seine Rede nicht halten können. Im Juli 2016 entließ Maschewski Burlow samt seiner Kiewer Heimatgemeinde aus der ukrainischen Kirche. Mit juristischen Mitteln stritt er um den Zugriff auf Kirchengebäude und Immobilien von Gemeinden, die die DELKU verließen.
Am 9. Oktober 2018 entzog die DELKU-Synode Bischof Serge Maschewski mehrheitlich das Vertrauen und die Vollmachten und wählte satzungsgemäß als Nachfolger für ein Jahr („bischöflicher Visitator“) Pawlo Schwarz, Pfarrer der Deutschen Evangelisch-Lutherischen Auferstehungsgemeinde Charkiw.
Trotz seiner Abwahl durch die Synode sieht Maschewski sich weiterhin im Amt, nennt sich inzwischen „Bischof der gesamten Ukraine“ und hat einen Teil der Gemeinden auf seiner Seite. Maschewski konnte Pawlo Schwarz’ staatliche Registrierung als Verwaltungsvorsitzender der DELKU rückgängig machen und hat deshalb noch Zugang zu deren Finanzen, Immobilien und Autos. Seit Maschewskis Amtsantritt ist die Mitgliederzahl der DELKU stark geschrumpft: 2013 hatte sie noch 2000 bis 2500 Mitglieder, im Frühjahr 2019 waren es – Schwarz’ und Maschewskis Gemeinden zusammen – noch etwa 1000.

### Predigt vom 27. Februar 2022 mit Bezug zum russisch-ukrainischen Krieg
Die Website der „Lutheran Church – Missouri Synod“ (LCMS), die Maschewski als „Rev. Serge Maschewski, bishop of the Evangelical Lutheran Church of Ukraine (ELCU)“ bezeichnet, präsentiert eine Predigt von ihm über Lukas 18,31–43 ., die er am Sonntag Estomihi, dem 27. Februar 2022 gehalten haben soll. Für den Beginn des Angriffs Russlands auf die Ukraine findet Serge Maschewski folgende Worte:

„Our local ELC entered the Lenten season a little earlier this year. Ukraine is on fire. Trouble has come to our land. On February 24, war broke out.“

„Unsere lokale ELC ist in diesem Jahr etwas früher in die Fastenzeit eingetreten. Die Ukraine steht in Flammen. Ärger ist in unser Land gekommen. Am 24. Februar brach Krieg aus.“

Und an anderer Stelle:

„A war has broken out […] And we do not understand God’s ways. Why? Why? How did God allow this to happen? We go through fear, panic, frustration. Why did this happen to us? Why? Kharkiv, Kyiv, Kherson […] Why? […]
We have no illusions […] Our Church has experienced persecution and pursuit from the state before. We know and remember how, on the orders of the German Embassy, Ukrainian government services destroyed our congregations. We know the hypocrisy, deceitfulness, and meanness of our state officials […] But we clearly distinguish the current government from our people, our country. And now the aggression is committed not against the authorities of Ukraine, but against her people. And we, the Church, with our children, with our brothers and sisters, are on guard and ready to defend our homeland to the last drop of blood.“

„Ein Krieg ist ausgebrochen […] Und wir verstehen Gottes Wege nicht. Warum? Warum? Wie hat Gott dies zugelassen? Wir gehen durch Angst, Panik, Frustration. Warum ist uns das passiert? Warum? Charkiw, Kiew, Cherson […] Warum? […]
Wir machen uns keine Illusionen […] Unsere Kirche hat schon früher Verfolgung [und Verfolgung/Fahndung] durch den Staat erfahren. Wir wissen und erinnern uns, wie ukrainische Regierungsdienste auf Befehl der deutschen Botschaft unsere Gemeinden zerstört haben. Wir kennen die Heuchelei, Täuschung und Gemeinheit unserer Staatsbeamten […] Aber wir unterscheiden die gegenwärtige Regierung klar von unserem Volk, unserem Land. Und jetzt richtet sich die Aggression nicht gegen die Behörden der Ukraine, sondern gegen ihr Volk. Und wir, die Kirche, mit unseren Kindern, mit unseren Brüdern und Schwestern, sind auf der Hut und bereit, unsere Heimat bis zum letzten Tropfen Blut zu verteidigen.“

In der Predigt findet sich kein Hinweis auf Russland: weder als Kriegspartei noch über seine Rolle bei „Ausbruch des Krieges“ noch auf seine politische Führung oder sein Verhältnis zur Ukraine überhaupt, weder in Geschichte noch in Gegenwart.
In einem weiteren Beitrag auf der LCMS-Website werden unter der Zwischenüberschrift „A coup and an invasion“ der oben beschriebene Konflikt zwischen der EKD und der „ELCU“ („the coup“) sowie der Einmarsch Russlands in die Ukraine („the invasion“) in einen – wenn auch unausgesprochenen, unklaren – Zusammenhang gestellt. Hinreichende Rechtfertigung für diese Darstellung ist offenbar, dass in beiden Konflikten die Ukraine und insbesondere die „ELCU“ (eigentlich: DELKU) mit ihrem (damaligen) Bischof Serge Maschewski als Opfer gesehen werden: im einen Falle ein Opfer der EKD (bzw. der „ukrainischen Regierungsdienste auf Befehl der deutschen Botschaft“ nach Maschewskis Predigt), im anderen Falle ein Opfer einer Invasion – wobei der Akteur, der Invasor, unbenannt bleibt.

## Familie
Serge Maschewski ist verheiratet und hat zwei Kinder.